# Bandiera dell'Oblast' autonoma ebraica
La bandiera dell'Oblast' autonoma ebraica è stata adottata nell'ottobre 1996.

## Descrizione
La bandiera è composta dai colori dell'iride su sfondo bianco, con sette strisce orizzontali di colore: rosso, arancio, giallo, verde, azzurro, blu e indaco.  Le proporzioni della bandiera sono di 2:3.
Le sette strisce colorate hanno un'altezza pari a ogni 1/40 del totale dell'altezza della bandiera, e sono separate da una sottile spaziatura pari a 1/120 dell'altezza totale della bandiera.